# Agaronia biraghii
Agaronia biraghii is een slakkensoort uit de familie van de Olividae. De wetenschappelijke naam van de soort is voor het eerst geldig gepubliceerd in 1984 door Bernard & Nicolay.